# Microcebus manitatra
Microcebus manitatra is een zoogdier uit de familie van de dwergmaki's (Cheirogaleidae). De wetenschappelijke naam van de soort werd voor het eerst geldig gepubliceerd door Hotaling et al. in 2016.

## Voorkomen
De soort komt alleen voor in het zuidoosten van Madagaskar.